# Kreissparkasse Böblingen

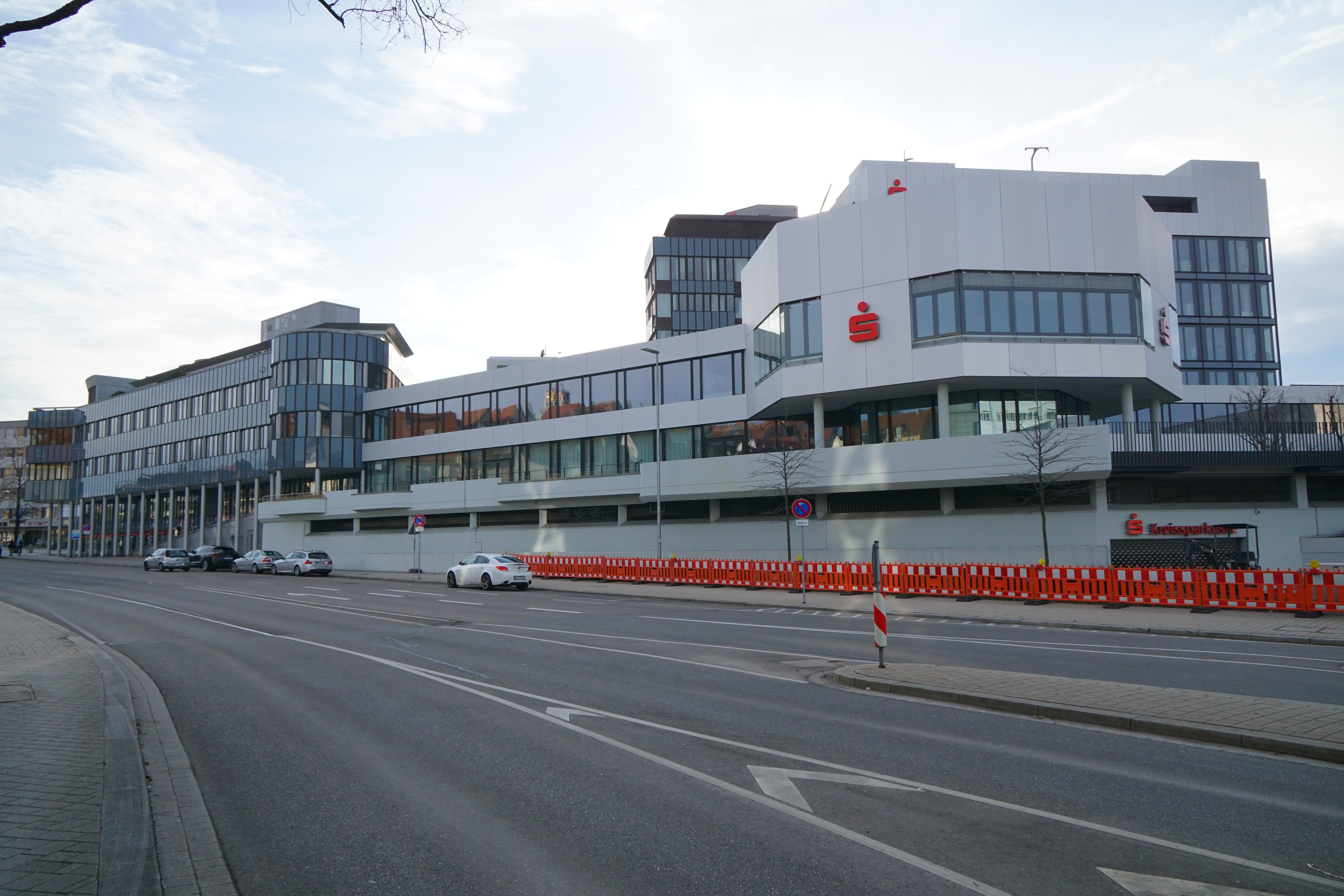
Hauptverwaltung in der Wolfgang-Brumme-Allee 1 in Böblingen

Die Kreissparkasse Böblingen ist eine Sparkasse  mit Sitz in Böblingen in Baden-Württemberg. Ihr Geschäftsgebiet umfasst den Landkreis Böblingen.

## Organisationsstruktur
Die Kreissparkasse Böblingen ist eine Anstalt des öffentlichen Rechts. Rechtsgrundlagen sind das Sparkassengesetz für Baden-Württemberg und die durch den Kreistag des Landkreises Böblingen erlassene Satzung. Organe der Sparkasse sind der Vorstand, der Verwaltungsrat und der Kreditausschuss.
Das Geschäftsgebiet ist in vier Direktionen untergliedert:
- Böblingen
- Herrenberg
- Leonberg
- Sindelfingen

Die Kreissparkasse Böblingen wies im Geschäftsjahr 2023 eine Bilanzsumme von 11,346 Mrd. Euro aus und verfügte über Kundeneinlagen von 7,785 Mrd. Euro. Gemäß der Sparkassenrangliste 2023 liegt sie nach Bilanzsumme auf Rang 25. Sie unterhält 62 Filialen/Selbstbedienungsstandorte und beschäftigt 1.167 Mitarbeiter.

## Sparkassen-Finanzgruppe
Die Kreissparkasse Böblingen ist Teil der Sparkassen-Finanzgruppe und gehört damit auch ihrem Haftungsverbund an. Er sichert den Bestand der Institute und sorgt dafür, dass sie auch im Fall der Insolvenz einzelner Sparkassen alle Verbindlichkeiten erfüllen können. Die Sparkasse vermittelt Bausparverträge der regionalen Landesbausparkasse, offene Investmentfonds der Deka und Versicherungen der SV SparkassenVersicherung. Im Bereich des Leasing arbeitet die Kreissparkasse Böblingen mit der  Deutschen Leasing zusammen. Die Funktion der Sparkassenzentralbank nimmt die Landesbank Baden-Württemberg wahr.

## Geschichte
Die Kreissparkasse Böblingen entstand im Laufe der Zeit aus vier selbstständigen Instituten: 1828 gründete der Industrieverein Sindelfingen eine private Sparkasse, die 1905 in der Städtischen Sparkasse Sindelfingen aufging. 1847 erfolgte die Gründung der Oberamts-Spar- und Hülfsleihkasse Herrenberg, die 1909 zur Oberamtssparkasse wurde. 1882 und 1905 folgten schließlich die Gründungen der Oberamtssparkassen Leonberg und Böblingen.
Nachdem sich 1934 die Sparkassen Böblingen und Sindelfingen zur Kreissparkasse Böblingen zusammengeschlossen hatten, kam 1938 die Oberamtssparkasse Herrenberg hinzu. Im Zuge der Kreisreform in Baden-Württemberg fusionierten die Kreissparkassen Leonberg und Böblingen 1974 zur heutigen Kreissparkasse Böblingen.